# Abrothrix olivacea tarapacensis
Abrothrix olivacea tarapacensis is een ondersoort van het knaagdier Abrothrix olivacea die voorkomt in het uiterste noorden van Chili. Deze ondersoort is door genetisch onderzoek ontdekt; deze populaties werden eerder tot A. o. olivaceus gerekend. A. o. tarapacensis is de zustergroep van alle andere ondersoorten van A. olivacea. De naam is afgeleid van de regio Tarapacá, waar het dier voorkomt.
A. o. tarapacensis is wat kleiner dan A. o. olivaceus. De rugvacht is lichtbruin tot goudbruin, vermengd met okergrijze haren. De zijkanten van de buik zijn grijs, maar het midden heeft dezelfde kleur als de rug.